# Medetera krivosheinae
Medetera krivosheinae är en tvåvingeart som beskrevs av Negrobov 1968. Medetera krivosheinae ingår i släktet Medetera och familjen styltflugor. Inga underarter finns listade i Catalogue of Life.